# Kepler-409
Kepler-409 (KOI-1925) — звезда в созвездии Лебедя, возле которой с помощью космического телескопа «Кеплер» была обнаружена планетная система с одной известной планетой.

## Характеристики
Kepler-409 представляет собой жёлтый карлик, немного более тусклый и холодный, чем Солнце, имеющий возраст около 7 миллиардов лет. Масса звезды равна 0,92 солнечной, радиус — 0,89, а количество тяжёлых элементов в её составе почти на 20 % больше, чем на Солнце. Температура фотосферы звезды составляет приблизительно 5460 K. Параметры Kepler-409 со столь высокой точностью были получены благодаря методам астросейсмологии.

## Открытие
Планета Kepler-409 b была обнаружена транзитным методом в данных космического телескопа «Кеплер». Об открытии стало известно в январе 2014 года с опубликованием статьи в журнале «The Astrophysical Journal Supplement Series». Наземные наблюдения помогли исключить все другие астрономические явления, которые могли бы имитировать транзиты планеты с вероятностью ошибки меньше 0,032 % (3σ).

## Планетная система
Довольно низкая активность звезды Kepler-409 и её относительная яркость (меньше 10 видимой звёздной величины) позволили обнаружить транзиты планеты, сопоставимой по размеру с Землёй. Эта планета, получившая название Kepler-409 b, совершает один оборот вокруг родительской звезды за 69 суток, имеет большую полуось орбиты 0,32 а.е.. Она получает примерно столько же тепла от своей звезды, сколько Меркурий от Солнца, то есть является слишком горячей для поддержания на своей поверхности воды в жидком состоянии и, следовательно, жизни, подобной земной. Полагается, что скорее всего Kepler-409 b является горячим аналогом Венеры в Солнечной системе.

Таблица некоторых характеристик планеты Kepler-409 b:
Равновесная температура для планет в таблице указана исходя из расчёта Бонд-альбедо равного 0,3.